# 渡辺誠一郎 (実業家)
渡辺 誠一郎（渡邊 誠一郎、わたなべ せいいちろう、1924年（大正13年）1月6日 - 2001年（平成13年）8月20日）は、日本の実業家。日本特殊鋼（現・大同特殊鋼）取締役。紺綬褒章受章。父親の渡辺三郎から引き継いだ「三日月宗近（国宝）」を始めとする数多くの名刀を寄贈したことで有名。

## 経歴
渡辺三郎・あい（小林弥七の妹、三郎の後妻）の長男として東京府に生まれる。1930年（昭和5年）4月、私立南高輪幼稚園を経て成蹊小学校に入学。以後1942年（昭和17年）7月、旧制成蹊高等学校理科甲類を卒業するまで、小中高一貫教育を受ける。
同年10月、東京帝国大学（第一）工学部冶金学科に入学し、父・三郎と同じ金属精錬を勉強する。1944年（昭和19年）9月より学徒動員により日光にある古川鉱業日光精錬所に赴任する。
1945年（昭和20年）6月1日、中山輔親（侯爵）の次女・福子と鶴岡八幡宮にて挙式。終戦直後の同年9月、東京帝国大学（第一）工学部冶金学科を卒業。尚、同期の中には岸田寿夫（元大同特殊鋼社長）、上杉年一（元山陽特殊製鋼社長）、永野健（元三菱マテリアル社長）等の特殊鋼会社のトップや館充（東京大学名誉教授）等が名を連ねている。
大学卒業後、1947年（昭和22年）9月まで大学院前期課程にて特別研究生として勉学を続ける傍ら、1946年（昭和21年）には日本特殊鋼株式会社取締役に就任、実学の修養も始めた。
1951年（昭和26年）1月、取締役製鋼部長代理在任時に父・三郎が死去。
1991年（平成3年）には国宝、重要文化財の刀剣を東京国立博物館に寄贈した功により「紺綬褒章」を授与された。
2001年（平成13年）8月20日、持病の糖尿病が悪化し、虎ノ門病院にて78歳で死去。戒名は「成蹊院自浄拙誠居士」。

## 人物
趣味は読書とテニス。宗教は浄土宗。
父・三郎の没後40年の1991年（平成3年）、亡母・あいの五十回忌に当たり、所有する平安時代から南北朝時代に制作された国宝2口と重要文化財11口の計13口を国立博物館に寄贈した。

## 関連書籍
- 東京国立博物館 編『渡邊誠一郎氏寄贈刀剣図録』東京国立博物館、1992年。